# パコ・レオン
パコ・レオン（スペイン語: Paco León, 1974年10月4日 - ）は、スペイン・セビリア出身の俳優・映画監督・映画プロデューサー。本名はフランシスコ・レオン・バリオス(スペイン語: Francisco León Barrios)。テレシンコのコメディドラマ『Aída』のルイスマ役などで知られている。映画監督としては出演者から自然な演技を引き出すことに長けているとされ、その作風がかつてのペドロ・アルモドバルと比較されることもある。

## 経歴
女優のカルミナ・バリオスが母親。1974年にアンダルシア地方のセビリア（パルケ・アルコサ地区）に生まれた。

### 俳優
カナール・スールで放送されたコメディドラマ『Mariquilla Ríe Perlas』や『Castillos en el Aire』でテレビ俳優デビューした。バラエティ番組『Cita a Ciegas』やゲーム番組『Triunfa en Casa』ではテレビ番組の司会を務めた。テレシンコのコメディドラマ『Moncloa, ¿Dígame?』ではマリア（女性）役を務めた。2003年から2005年に放送されたアンテナ3のコメディスケッチ『Homo Zapping』で真の名声を獲得した。2005年に製作されたアニメ映画『マダガスカル』ではスペイン語版の吹き替えを務めた。2005年から2014年にはテレシンコのコメディドラマ『Aída』の主演を務めて人気を博した。

### 映画監督

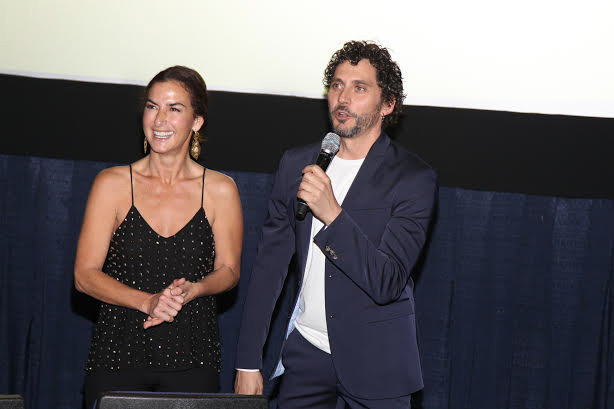
2016年のマイアミ映画祭でのレオン（右）

2012年には『Carmina o revienta』で映画監督デビュー。この作品は映画館での上映よりも、有料のインターネット配信やDVDの売り上げで大きな収益を記録した。2014年には続編となる『Carmina y amén』を監督し、マラガ・スペイン映画祭のエロイ・デ・イグレシア賞などを受賞した。この作品では映画館で1日限定での無料上映を行っている。『Carmina o revienta』と『Carmina y amén』には実母の女優カルミナ・バリオスが出演している。
2016年には監督第3作『KIKI～恋のトライ&エラー』で監督・脚本・主演の三足の草鞋を履いた。ジョッシュ・ローソン監督によるオーストラリアのセックスコメディ『The Little Death』の翻案であり、さまざまな性的嗜好を持つ人物の物語である。2016年4月1日に公開されると、口コミなどで観客を増やし、5月24日には観客数100万人を突破した。前年の2015年にスペインで観客数100万人を記録した映画は5作品のみである。日本では2016年10月の第13回ラテンビート映画祭で上映された。

## 人物

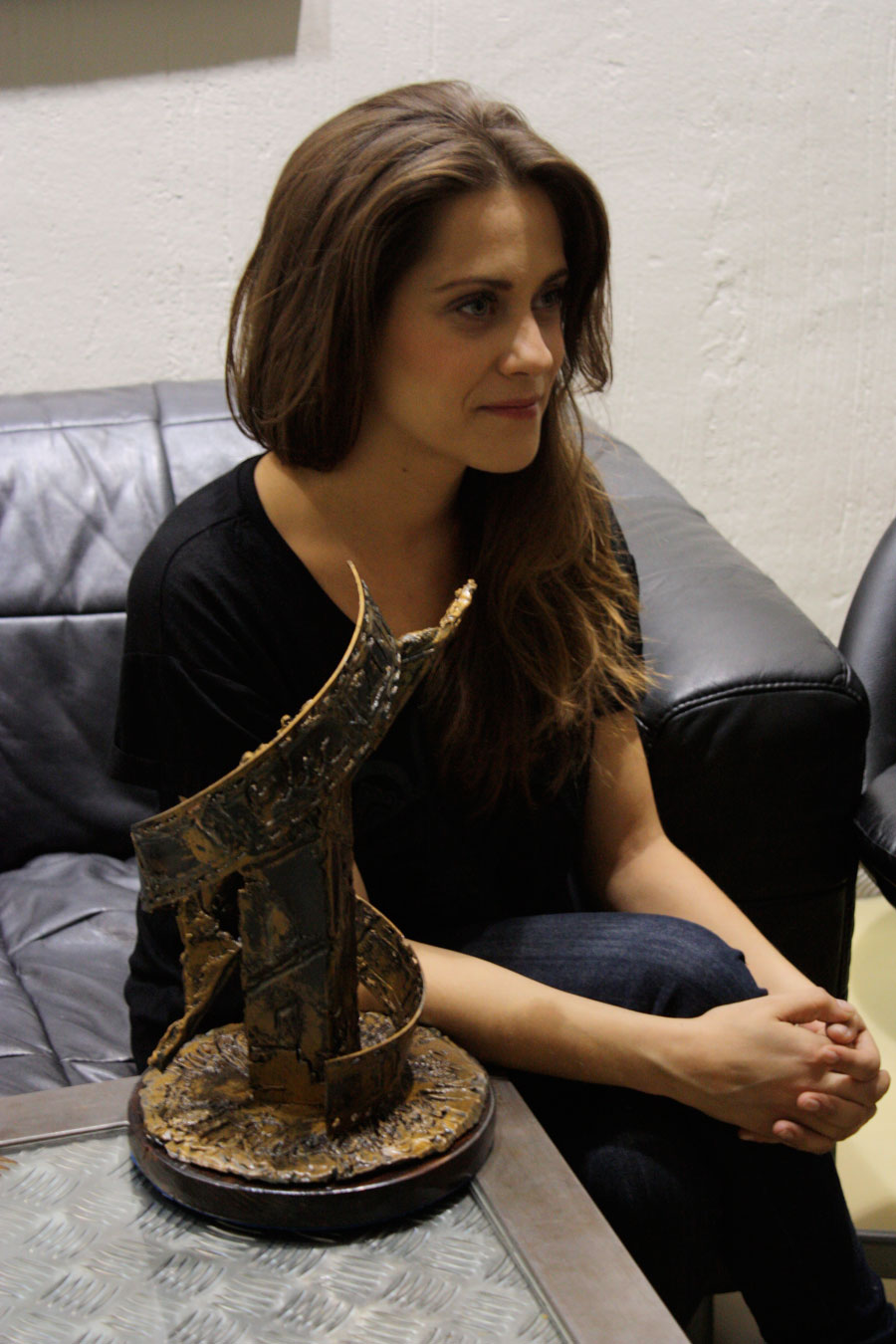
妹のマリア・レオン

母親は女優のカルミナ・バリオス(1953-)。妹のマリア・レオン(1984-)も女優である。脚本家・映像監督のアンナ・ロドリゲス・コスタと交際しており、2010年に生まれた娘がいる。
バイセクシャルであることを公言している。Twitterのフォロワーが100万人に達したらヌード写真をツイートすると約束してメディアの注目を浴びた。2013年10月には実際にヌード写真をTwitterに投稿した。

## フィルモグラフィー

### 出演作品

#### テレビ
- Castillos en el aire（カナール・スール（英語版）、1999）
- Jet Lag (2000)
- Moncloa, digame（テレシンコ・FDF）
- Homo Zapping（アンテナ3、2003–2005）
- Siete vidas（テレシンコ、2004・2005）
- Aída（英語版）（テレシンコ、2005-2014）
- Planeta Finito（ラ・セクスタ、2007）
- Ácaros（クアトロ（英語版）、2007）

#### 長編映画
- Amar y Morir en Sevilla, Don Juan Tenorio (2001)
- Asalto informatico (2002)
- La vida mancha (2003)
- Recambios (2004)
- La Dama Boba (2006)
- Los mánagers (2006)
- Queens (2006)
- Mediterranean Food (2009)
- 『KIKI～恋のトライ&エラー（スペイン語版）』 Kiki, el amor se hace (2016)

#### 短編映画
- La grieta
- Días rojos (2004)
- Con lengua (2006)
- Espagueti western (2007)  : 声の出演

### 監督作品
- Carmina o revienta (2012)
- Carmina y amén (2014)
- 『KIKI～恋のトライ&エラー（スペイン語版）』 Kiki, el amor se hace (2016)

## 受章とノミネート

### 映画賞
ゴヤ賞
| 年   | 部門       | 作品               | 結果       |
| ---- | ---------- | ------------------ | ---------- |
| 2012 | 新人監督賞 | Carmina o revienta | ノミネート |

フォトグラマス・デ・プラータ
| 年   | 部門         | 作品        | 結果       |
| ---- | ------------ | ----------- | ---------- |
| 2011 | 演劇男優賞   | The Hole    | 受賞       |
| 2009 | テレビ男優賞 | Aída        | ノミネート |
| 2008 | テレビ男優賞 | Aída        | ノミネート |
| 2008 | 演劇俳優賞   | ¿Estás ahí? | ノミネート |
| 2007 | テレビ男優賞 | Aída        | 受賞       |
| 2006 | テレビ男優賞 | Aída        | ノミネート |
| 2005 | テレビ男優賞 | Aída        | 受賞       |

スペイン俳優協会賞
| 年   | 部門             | 作品 | 結果 |
| ---- | ---------------- | ---- | ---- |
| 2005 | テレビ主演男優賞 | Aída | 受賞 |

TP・デ・オロ
| 年   | 部門   | 作品 | 結果       |
| ---- | ------ | ---- | ---------- |
| 2011 | 男優賞 | Aída | ノミネート |
| 2010 | 男優賞 | Aída | 受賞       |
| 2009 | 男優賞 | Aída | ノミネート |
| 2008 | 男優賞 | Aída | ノミネート |
| 2007 | 男優賞 | Aída | ノミネート |
| 2006 | 男優賞 | Aída | ノミネート |
| 2005 | 男優賞 | Aída | 受賞       |

スペイン・テレビアカデミー賞
| 年   | 部門   | 作品 | 結果       |
| ---- | ------ | ---- | ---------- |
| 2010 | 男優賞 | Aída | ノミネート |
| 2008 | 男優賞 | Aída | 受賞       |
| 2007 | 男優賞 | Aída | 受賞       |
| 2005 | 男優賞 | Aída | 受賞       |

オンダス賞
| 年   | 部門       | 作品 | 結果 |
| ---- | ---------- | ---- | ---- |
| 2010 | 主演男優賞 |      | 受賞 |

ヨーロッパ映画賞
| 年   | 部門           | 作品           | 結果       |
| ---- | -------------- | -------------- | ---------- |
| 2014 | コメディ作品賞 | Carmina y amén | ノミネート |

フェロス賞
| 年   | 部門           | 作品           | 結果       |
| ---- | -------------- | -------------- | ---------- |
| 2015 | コメディ作品賞 | Carmina y amén | 受賞       |
| 2015 | 監督賞         | Carmina y amén | ノミネート |

トゥリア賞
| 年   | 部門           | 作品               | 結果 |
| ---- | -------------- | ------------------ | ---- |
| 2013 | デビュー作品賞 | Carmina o revienta | 受賞 |

ザッピング賞
| 年   | 部門   | 作品 | 結果 |
| ---- | ------ | ---- | ---- |
| 2006 | 男優賞 | Aída | 受賞 |

### 映画祭
マラガ・スペイン映画祭
| 年   | 部門                     | 作品               | 結果 |
| ---- | ------------------------ | ------------------ | ---- |
| 2015 | エロイ・デ・イグレシア賞 |                    | 受賞 |
| 2014 | 脚本賞                   | Carmina y amén     | 受賞 |
| 2012 | 審査員特別賞             | Carmina o revienta | 受賞 |
| 2012 | 観客賞                   | Carmina o revienta | 受賞 |

 サンパウロ国際映画祭
| 年   | 部門   | 作品           | 結果       |
| ---- | ------ | -------------- | ---------- |
| 2014 | 作品賞 | Carmina y amén | ノミネート |

 ワルシャワ国際映画祭
| 年   | 部門   | 作品           | 結果       |
| ---- | ------ | -------------- | ---------- |
| 2014 | 作品賞 | Carmina y amén | ノミネート |

 トゥールーズ・スペイン映画祭
| 年   | 部門   | 作品           | 結果 |
| ---- | ------ | -------------- | ---- |
| 2014 | 観客賞 | Carmina y amén | 受賞 |

 ナント・スペイン映画祭
| 年   | 部門               | 作品           | 結果 |
| ---- | ------------------ | -------------- | ---- |
| 2014 | ジュール・ベルヌ賞 | Carmina y amén | 受賞 |